# Rochelle Walensky
Rochelle Paula Walensky (Peabody, 5 aprile 1969) è un medico e funzionaria statunitense, ricercatrice nel campo dell'infettivologia, in particolare in patologia clinica applicata all'HIV/AIDS.
Walensky fu direttrice dei Centers for Disease Control and Prevention dal 2021 al 2023 e amministratrice della Agency for Toxic Substances and Disease Registry dal 2021 al 2023. Prima della sua nomina al CDC, è stata capo della dipartimento di malattie infettive presso il Massachusetts General Hospital e professore di medicina presso la Harvard Medical School.

## Biografia
Walensky nasce Rochelle Paula Bersoff a Peabody, Massachusetts, da Edward Bersoff e Carol Bersoff-Bernstein, una famiglia ebrea.  È cresciuta a Potomac, nel Maryland.
Nel 1991, Walensky ha conseguito un B.A. in biochimica e biologia molecolare presso l'Università Washington a St. Louis. Nel 1995, ha ricevuto un M.D. alla facoltà di medicina dell'Università Johns Hopkins. Dal 1995 al 1998 si è formata in medicina interna presso il Johns Hopkins Hospital. Nel 2001, ha conseguito un MPH in efficacia clinica presso l'Università di Harvard.

## Carriera accademica
Walensky è stata professore di medicina alla Harvard Medical School dal 2012 al 2020 e ha ricoperto il ruolo di capo della divisione di malattie infettive presso il Massachusetts General Hospital dal 2017 al 2020. Ha condotto ricerche sulla somministrazione di vaccini e sulle strategie per raggiungere le comunità meno servite. Walensky ha lavorato per migliorare lo screening e la cura dell'HIV in Sud Africa, ha guidato iniziative di politica sanitaria e ha studiato la progettazione e la valutazione di studi clinici in una varietà di contesti.
Walensky è stata presidentessa dell'Office of AIDS Research Advisory Council presso il National Institutes of Health dal 2014 al 2015.

### COVID-19
In un articolo pubblicato su Health Affairs nel novembre 2020, Walensky e i suoi co-autori hanno dimostrato che l'efficacia di un vaccino COVID-19 sarà fortemente influenzata da:
- La velocità con cui il vaccino viene prodotto e somministrato. Alcuni dei potenziali vaccini hanno sfide logistiche tra cui la necessità di una conservazione ultra-fredda o che richiede due dosi.
- La volontà delle persone di essere vaccinate.
- La gravità della pandemia quando viene introdotto il vaccino.[4]

## Direttore CDC
Il presidente eletto Joe Biden ha annunciato la presunta nomina di Walensky a direttrice dei CDC il 7 dicembre 2020.  Medici ed esperti di salute pubblica hanno ampiamente elogiato la scelta.  Poiché la posizione di direttore del CDC non richiede la conferma del Senato per entrare in carica, Il mandato di Walensky presso il CDC è iniziato il 20 gennaio 2021.

## Vita privata
Walensky è sposata con Loren D. Walensky, anche lui medico-scienziato. Hanno tre figli. Sono ebrei e membri del Temple Emanuel a Newton, Massachusetts.